# Гоце Ангеличин – Жура
Гоце Ангеличин – Жура (на македонска литературна норма: Гоце Ангеличин Жура) е историк на изкуството и археолог от Северна Македония. Известен е с проучванията си на пещерните църкви и монашеските обители в Охридския и Преспанския регион.

## Биография
Роден е в 1951 година в Охрид, където получава основно и средно образование. Брат е на Владимир Ангеличин – Жура. Завършва с първото поколение Философския факултет на Скопския университет, група за история на изкуството с археология. Работи в Институт за защита на паметниците на културата и Народен музей в Охрид от 1980 година до пенсионирането си в 2015 година като съветник консерватор и историк на изкуството. Ангеличин е пръв изследовате на църквите от османско време в района на Преспа.
Автор е на 20 книги и монографии и общо 50 научни труда.
Умира на 1 април 2019 година в Охрид.